# Dirty Honey (EP)
Dirty Honey (englisch Dreckiger Honig) ist die erste EP der US-amerikanischen Classic-Rock-Band Dirty Honey. Die EP wurde am 22. März 2019 im Selbstverlag veröffentlicht.

## Entstehung
Nachdem die Band im August 2018 ihre erste Single Fire Away veröffentlichte erhielten die Musiker von vielen Leuten die Rückmeldung, dass sie wie zwei Bands klängen, die gleichzeitig spielen würden. Einige Songs hätten nach modernen Rock bzw. nach der Band Muse geklungen. Als die Band ihrem neuen Manager das Lied When I’m Gone vorspielten, war dieser begeistert. Er meinte, dass es eine Hit-Single wäre und dass die Band versuchen sollte, mehr Lieder dieser Art zu schreiben. Die Band flog daraufhin in die australische Stadt Byron Bay, um mit dem Produzenten Nick DiDia die EP aufzunehmen. Die Aufnahmen dauerten zwölf Tage. DiDia wurde dabei von Bernard Fanning, dem Sänger der Band Powderfinger unterstützt. Die Lieder Rolling 7s und Heartbreaker wurden erst im Studio fertig gestellt.
Für die Lieder When I’m Gone und Rolling 7s wurden Musikvideos gedreht. Am 22. März 2019 lud die Band die EP online hoch und machten sich zu einem Konzert in Missouri auf. Acht Stunden nach dem Hochladen erhielten die Musiker Nachrichten von Freunden und Verwandten, dass die Lieder von einem Radiosender in Los Angeles gespielt wurden. Die EP wurde zunächst nur in digitaler Form veröffentlicht, bevor sie im Herbst 2019 auf Vinyl erschien und um das Lied Break You erweitert wurde. Am 20. Mai 2022 wurde die EP zusammen mit den Liedern des am 23. April 2021 veröffentlichten Albums Dirty Honey in Europa neu veröffentlicht.

## Titelliste
1. When I’m Gone – 3:25
2. Rolling 7s – 4:15
3. Heartbreaker – 3:49
4. Down the Road – 4:32
5. Scars – 4:16

## Rezeption

### Rezensionen
Shawn Perry vom Onlinemagazin Vintage Rock schrieb, dass Dirty Honey „als Einheit die Form nicht neu erfinden“. Sie „fügen die besten Elemente mit einer frischen Perspektive zusammen“. Dirty Honey würden „die Einstellung der Millenials umwandeln“ und „die vierköpfige Rockband zurück zu ihrer rechtmäßigen Herrschaft führen“. Rezensent Metal Mike vom Onlinemagazin Sleaze Roxx meinte, dass es sich Dirty Honey „verdient hätten, wenn man sie als Band betrachtet, die man im Auge behalten sollte“. „Ihr Charterfolg in Kombination mit ihrem Talent“ würden suggerieren, dass „größere und bessere Dinge von der Band noch zu erwarten wären“.

### Charts
Im Oktober 2019 erklomm die Single When I´m Gone Platz eins der Billboard-Mainstream-Rock-Songs-Charts und war damit das meistgespielte Lied im amerikanischen Rock-Radio. Dirty Honey schafften es als erste Band ohne Plattenvertrag auf die Spitzenposition.